# Trofimena
Trofimena  è un nome proprio di persona italiano femminile.

## Varianti
- Femminili: Trofima[1], Trifina[1]
- Maschili: Trofimeno[1], Trofimo[1], Trofino[1], Trifino[1]

## Origine e diffusione
Deriva dal nome greco Trophime, latinizzato in Trophima, tratto dalla radice τροφή (trophḗ, "nutrimento", da τρέφω, tréphō, "sostenere", "mantenere"). Il significato complessivo potrebbe essere "allevata in casa" o anche "mantenuta".
È accentrato nel Salernitano, dove l'omonima santa è patrona di Minori.

## Onomastico
L'onomastico si festeggia il 5 novembre in ricordo di santa Trofimena (o Trofima), vergine e martire sotto Diocleziano o il 29 dicembre in ricordo di San Trofimo, vescovo di Arles.

## Persone
- Trofimena di Minori, martire cristiana, venerata come santa dalla Chiesa cattolica

### Variante Trofimo
- Trofimo, vescovo di Arles, venerato come santo dalla Chiesa cattolica